# Jezioro Gocanowskie
Jezioro Gocanowskie – jezioro w Polsce, położone w województwie kujawsko-pomorskim, w powiecie inowrocławskim, w gminie Kruszwica, we wsi Gocanowo. Wchodzi w skład Parku Krajobrazowego Nadgoplański Park Tysiąclecia. 

## Charakterystyka
Według regionalizacji fizycznogeograficznej Polski jezioro Gocanowskie znajduje się na Pojezierzu Żnińsko-Mogileńskim.
W jeziorze występują między innymi takie gatunki ryb jak karaś, krąp, wzdręga, okoń, szczupak, płoć. Połączone jest z jeziorem Gopło poprzez rowy melioracyjne. Jest to zbiornik typowo wędkarski.

## Parametry jeziora
- powierzchnia: 10 ha,
- długość: 560 m,
- maksymalna szerokość: 200 m,
- jest stosunkowo płytkie (brak dokładnych danych)[4].